# Philodromus undarum
Philodromus undarum är en spindelart som beskrevs av Barnes 1953. Philodromus undarum ingår i släktet Philodromus och familjen snabblöparspindlar. Inga underarter finns listade i Catalogue of Life.